# Mojżesz (Bogdanow-Płatonow-Antipow)
Mojżesz, nazwisko świeckie Bogdanow-Płatonow-Antipow (ur. 1783, zm. 1 lipca?/13 lipca 1834) – rosyjski biskup prawosławny.

## Życiorys
Niższe wykształcenie teologiczne uzyskał w Ławrze Troicko-Siergijewskiej. W 1808 złożył wieczyste śluby mnisze, sześć lat później ukończył Petersburską Akademię Duchowną z tytułem magistra teologii. W 1817 mianowany rektorem seminarium duchownego w Kijowie i przełożonym (z godnością archimandryty) kijowskiego Monasteru Brackiego. W 1819 objął stanowisko rektora Kijowskiej Akademii Duchownej, trzy lata później otrzymał tytuł naukowy doktora teologii.
2 marca 1824 przyjął chirotonię biskupią z tytułem biskupa staro-russkiego, wikariusza eparchii nowogrodzkiej. W 1827 przeniesiony na katedrę wołogodzką, od 1828 do 1832 był z kolei biskupem saratowskim. W 1832 mianowany arcybiskupem kartlińskim i kachetyńskim, egzarchą Gruzji, co łączyło się ze stałym członkostwem w Świątobliwym Synodzie Rządzącym. Zmarł dwa lata później i został pochowany w katedrze Sioni.